# Tour de Californie 2006
La 1re édition du Tour de Californie (ou Amgen Tour of California) a eu lieu du 19 au 26 février 2006. La victoire finale a été remportée par L'Américain Floyd Landis (Phonak).

## Équipes et principaux coureurs présents

### Équipes
16 équipes composées de 8 coureurs participent au Tour de Californie : 8 formations ProTour, 2 équipes continentales professionnelles, 5 équipes continentales et 1 équipe nationale :
| Équipes ProTour - Crédit agricole - CSC - Davitamon-Lotto - Discovery Channel - Gerolsteiner - Phonak - Saunier Duval-Prodir - T-Mobile | UCI Continentales Professionnelles - Health Net-Maxxis - Navigators Insurance UCI Continentales - Colavita Olive Oil-Sutter Home Wines - Jelly Belly - Kodakgallery.com-Sierra Nevada - TIAA-CREF - Toyota-United Équipe nationale - KB Home Mexican |

## Les étapes
| Étape     | Date       | Villes étapes                   |  | Distance (km) | Vainqueur d’étape | Leader du classement général |
| --------- | ---------- | ------------------------------- |  | ------------- | ----------------- | ---------------------------- |
| Prologue  | 19 février | San Francisco                   |  | 3,1           | Levi Leipheimer   | Levi Leipheimer              |
| 1re étape | 20 février | Sausalito - Santa Rosa          |  | 129,1         | Juan José Haedo   | Levi Leipheimer              |
| 2e étape  | 21 février | Martinez - San José             |  | 152,7         | George Hincapie   | George Hincapie              |
| 3e étape  | 22 février | San José                        |  | 27,4          | Floyd Landis      | Floyd Landis                 |
| 4e étape  | 23 février | Monterey - San Luis Obispo      |  | 210,7         | Juan José Haedo   | Floyd Landis                 |
| 5e étape  | 24 février | San Luis Obispo - Santa Barbara |  | 169,5         | George Hincapie   | Floyd Landis                 |
| 6e étape  | 25 février | Santa Barbara - Thousand Oaks   |  | 144           | Olaf Pollack      | Floyd Landis                 |
| 7e étape  | 26 février | Redondo Beach                   |  | 123,1         | Olaf Pollack      | Floyd Landis                 |

## Récit de la course

### Prologue
|     | Coureur           | Pays             | Équipe            |    | Temps      |
| --- | ----------------- | ---------------- | ----------------- | -- | ---------- |
| DSQ | Levi Leipheimer   | États-Unis       | Gerolsteiner      | en | 4 min 53 s |
| 2   | Bobby Julich      | États-Unis       | CSC               | +  | 5 s        |
| DSQ | George Hincapie   | États-Unis       | Discovery Channel |    | 6 s        |
| 4   | Floyd Landis      | États-Unis       | Phonak            |    | 6 s        |
| DSQ | David Zabriskie   | États-Unis       | CSC               |    | 9 s        |
| 6   | Fabian Cancellara | Suisse           | CSC               |    | 10 s       |
| 7   | Jason McCartney   | États-Unis       | Discovery Channel |    | 10 s       |
| 8   | Hayden Roulston   | Nouvelle-Zélande | Health Net-Maxxis |    | 11 s       |
| 9   | Vladimir Gusev    | Russie           | Discovery Channel |    | 11 s       |
| 10  | Paolo Savoldelli  | Italie           | Discovery Channel |    | 11 s       |

|     | Coureur           | Pays             | Équipe            |    | Temps      |
| --- | ----------------- | ---------------- | ----------------- | -- | ---------- |
| DSQ | Levi Leipheimer   | États-Unis       | Gerolsteiner      | en | 4 min 53 s |
| 2   | Bobby Julich      | États-Unis       | CSC               | +  | 5 s        |
| DSQ | George Hincapie   | États-Unis       | Discovery Channel |    | 6 s        |
| 4   | Floyd Landis      | États-Unis       | Phonak            |    | 6 s        |
| DSQ | David Zabriskie   | États-Unis       | CSC               |    | 9 s        |
| 6   | Fabian Cancellara | Suisse           | CSC               |    | 10 s       |
| 7   | Jason McCartney   | États-Unis       | Discovery Channel |    | 10 s       |
| 8   | Hayden Roulston   | Nouvelle-Zélande | Health Net-Maxxis |    | 11 s       |
| 9   | Vladimir Gusev    | Russie           | Discovery Channel |    | 11 s       |
| 10  | Paolo Savoldelli  | Italie           | Discovery Channel |    | 11 s       |

### 1reétape
|     | Coureur              | Pays        | Équipe                               |    | Temps           |
| --- | -------------------- | ----------- | ------------------------------------ | -- | --------------- |
| 1   | Juan José Haedo      | Argentine   | Toyota-United                        | en | 3 h 14 min 13 s |
| 2   | Olaf Pollack         | Allemagne   | T-Mobile                             | +  | m.t             |
| 3   | Stuart O'Grady       | Australie   | CSC                                  |    | m.t             |
| 4   | Charles Bradley Huff | États-Unis  | TIAA-CREF                            |    | m.t             |
| DSQ | George Hincapie      | États-Unis  | Discovery Channel                    |    | m.t             |
| 6   | Viktor Rapinski      | Biélorussie | Colavita Olive Oil-Sutter Home Wines |    | m.t             |
| 7   | René Haselbacher     | Autriche    | Gerolsteiner                         |    | m.t             |
| 8   | Martin Elmiger       | Suisse      | Phonak                               |    | m.t             |
| 9   | Antonio Cruz         | États-Unis  | Toyota-United                        |    | m.t             |
| 10  | Bobby Julich         | États-Unis  | CSC                                  |    | m.t             |

|     | Coureur           | Pays             | Équipe            |    | Temps           |
| --- | ----------------- | ---------------- | ----------------- | -- | --------------- |
| DSQ | Levi Leipheimer   | États-Unis       | Gerolsteiner      | en | 3 h 19 min 06 s |
| 2   | Bobby Julich      | États-Unis       | CSC               | +  | 5 s             |
| DSQ | George Hincapie   | États-Unis       | Discovery Channel |    | 6 s             |
| 4   | Floyd Landis      | États-Unis       | Phonak            |    | 6 s             |
| DSQ | David Zabriskie   | États-Unis       | CSC               |    | 9 s             |
| 6   | Fabian Cancellara | Suisse           | CSC               |    | 10 s            |
| 7   | Jason McCartney   | États-Unis       | Discovery Channel |    | 10 s            |
| 8   | Hayden Roulston   | Nouvelle-Zélande | Health Net-Maxxis |    | 11 s            |
| 9   | Vladimir Gusev    | Russie           | Discovery Channel |    | 11 s            |
| 10  | Paolo Savoldelli  | Italie           | Discovery Channel |    | 11 s            |

### 2eétape
|     | Coureur            | Pays       | Équipe               |    | Temps           |
| --- | ------------------ | ---------- | -------------------- | -- | --------------- |
| DSQ | George Hincapie    | États-Unis | Discovery Channel    | en | 4 h 01 min 26 s |
| 2   | Christopher Horner | États-Unis | Davitamon-Lotto      | +  | m.t             |
| 3   | Josep Jufré        | Espagne    | Davitamon-Lotto      |    | m.t             |
| DSQ | Levi Leipheimer    | États-Unis | Gerolsteiner         |    | m.t             |
| 5   | Bobby Julich       | États-Unis | CSC                  |    | m.t             |
| 6   | Cadel Evans        | Australie  | Davitamon-Lotto      |    | m.t             |
| 7   | Floyd Landis       | États-Unis | Phonak               |    | m.t             |
| 8   | Gilberto Simoni    | Italie     | Saunier Duval-Prodir |    | m.t             |
| DSQ | David Zabriskie    | États-Unis | CSC                  |    | m.t             |
| 10  | Nicolas Vogondy    | France     | Crédit agricole      |    | m.t             |

|     | Coureur               | Pays       | Équipe            |    | Temps           |
| --- | --------------------- | ---------- | ----------------- | -- | --------------- |
| DSQ | George Hincapie       | États-Unis | Discovery Channel | en | 7 h 20 min 28 s |
| DSQ | Levi Leipheimer       | États-Unis | Gerolsteiner      | +  | 4 s             |
| 3   | Bobby Julich          | États-Unis | CSC               |    | 9 s             |
| 4   | Floyd Landis          | États-Unis | Phonak            |    | 10 s            |
| DSQ | David Zabriskie       | États-Unis | CSC               |    | 13 s            |
| 6   | Cadel Evans           | Australie  | Davitamon-Lotto   |    | 16 s            |
| 7   | Christopher Horner    | États-Unis | Davitamon-Lotto   |    | 19 s            |
| DSQ | Thomas Danielson      | États-Unis | Discovery Channel |    | 21 s            |
| 9   | Christian Vande Velde | États-Unis | CSC               |    | 21 s            |
| DSQ | Michael Barry         | Canada     | Discovery Channel |    | 22 s            |

### 3eétape
|     | Coureur           | Pays             | Équipe            |    | Temps       |
| --- | ----------------- | ---------------- | ----------------- | -- | ----------- |
| 1   | Floyd Landis      | États-Unis       | Phonak            | en | 35 min 58 s |
| DSQ | David Zabriskie   | États-Unis       | CSC               | +  | 26 s        |
| 3   | Bobby Julich      | États-Unis       | CSC               |    | 35 s        |
| DSQ | George Hincapie   | États-Unis       | Discovery Channel |    | 55 s        |
| 5   | Nathan O'Neill    | Australie        | Health Net-Maxxis |    | 57 s        |
| 6   | Fabian Cancellara | Suisse           | CSC               |    | 1 min 03 s  |
| 7   | Vladimir Gusev    | Russie           | Discovery Channel |    | 1 min 03 s  |
| 8   | Hayden Roulston   | Nouvelle-Zélande | Health Net-Maxxis |    | 1 min 08 s  |
| DSQ | Levi Leipheimer   | États-Unis       | Gerolsteiner      |    | 1 min 16 s  |
| 10  | Cadel Evans       | Australie        | Davitamon-Lotto   |    | 1 min 23 s  |

|     | Coureur               | Pays       | Équipe            |    | Temps           |
| --- | --------------------- | ---------- | ----------------- | -- | --------------- |
| 1   | Floyd Landis          | États-Unis | Phonak            | en | 7 h 56 min 36 s |
| DSQ | David Zabriskie       | États-Unis | CSC               | +  | 29 s            |
| 3   | Bobby Julich          | États-Unis | CSC               |    | 34 s            |
| DSQ | George Hincapie       | États-Unis | Discovery Channel |    | 45 s            |
| 5   | Nathan O'Neill        | Australie  | Health Net-Maxxis |    | 1 min 08 s      |
| DSQ | Levi Leipheimer       | États-Unis | Gerolsteiner      |    | 1 min 10 s      |
| 7   | Cadel Evans           | Australie  | Davitamon-Lotto   |    | 1 min 29 s      |
| DSQ | Thomas Danielson      | États-Unis | Discovery Channel |    | 1 min 49 s      |
| 9   | Christian Vande Velde | États-Unis | CSC               |    | 1 min 55 s      |
| 10  | Jason McCartney       | États-Unis | Discovery Channel |    | 1 min 58 s      |

### 4eétape
|     | Coureur           | Pays             | Équipe                         |    | Temps           |
| --- | ----------------- | ---------------- | ------------------------------ | -- | --------------- |
| 1   | Juan José Haedo   | Argentine        | Toyota-United                  | en | 4 h 41 min 02 s |
| 2   | Fred Rodriguez    | États-Unis       | Davitamon-Lotto                | +  | m.t             |
| 3   | André Korff       | Allemagne        | T-Mobile                       |    | m.t             |
| 4   | Gordon Fraser     | Canada           | Health Net-Maxxis              |    | m.t             |
| 5   | Alex Candelario   | États-Unis       | Jelly Belly                    |    | m.t             |
| 6   | René Haselbacher  | Autriche         | Gerolsteiner                   |    | m.t             |
| DSQ | George Hincapie   | États-Unis       | Discovery Channel              |    | m.t             |
| 8   | Jackson Stewart   | États-Unis       | Kodakgallery.com-Sierra Nevada |    | m.t             |
| 9   | Josep Jufré       | Espagne          | Davitamon-Lotto                |    | m.t             |
| 10  | Gregory Henderson | Nouvelle-Zélande | Health Net-Maxxis              |    | m.t             |

|     | Coureur               | Pays       | Équipe            |    | Temps            |
| --- | --------------------- | ---------- | ----------------- | -- | ---------------- |
| 1   | Floyd Landis          | États-Unis | Phonak            | en | 12 h 37 min 38 s |
| DSQ | David Zabriskie       | États-Unis | CSC               | +  | 29 s             |
| 3   | Bobby Julich          | États-Unis | CSC               |    | 34 s             |
| DSQ | George Hincapie       | États-Unis | Discovery Channel |    | 45 s             |
| 5   | Nathan O'Neill        | Australie  | Health Net-Maxxis |    | 1 min 08 s       |
| DSQ | Levi Leipheimer       | États-Unis | Gerolsteiner      |    | 1 min 10 s       |
| 7   | Cadel Evans           | Australie  | Davitamon-Lotto   |    | 1 min 29 s       |
| DSQ | Thomas Danielson      | États-Unis | Discovery Channel |    | 1 min 49 s       |
| 9   | Christian Vande Velde | États-Unis | CSC               |    | 1 min 55 s       |
| 10  | Jason McCartney       | États-Unis | Discovery Channel |    | 1 min 58 s       |

### 5eétape
|     | Coureur            | Pays             | Équipe                         |    | Temps           |
| --- | ------------------ | ---------------- | ------------------------------ | -- | --------------- |
| DSQ | George Hincapie    | États-Unis       | Discovery Channel              | en | 3 h 52 min 02 s |
| 2   | Fabian Wegmann     | Allemagne        | Gerolsteiner                   | +  | m.t             |
| 3   | Christopher Horner | États-Unis       | Davitamon-Lotto                |    | m.t             |
| 4   | Josep Jufré        | Espagne          | Davitamon-Lotto                |    | m.t             |
| 5   | Riccardo Riccò     | Italie           | Saunier Duval-Prodir           |    | m.t             |
| 6   | Sebastian Lang     | Allemagne        | Gerolsteiner                   |    | m.t             |
| 7   | Hayden Roulston    | Nouvelle-Zélande | Health Net-Maxxis              |    | m.t             |
| 8   | Sergueï Lagoutine  | Ouzbékistan      | Navigators Insurance           |    | m.t             |
| 9   | Scott Davis        | Australie        | T-Mobile                       |    | m.t             |
| 10  | Ben Jacques-Maynes | États-Unis       | Kodakgallery.com-Sierra Nevada |    | m.t             |

|     | Coureur               | Pays       | Équipe            |    | Temps            |
| --- | --------------------- | ---------- | ----------------- | -- | ---------------- |
| 1   | Floyd Landis          | États-Unis | Phonak            | en | 16 h 29 min 40 s |
| DSQ | David Zabriskie       | États-Unis | CSC               | +  | 29 s             |
| 3   | Bobby Julich          | États-Unis | CSC               |    | 34 s             |
| DSQ | George Hincapie       | États-Unis | Discovery Channel |    | 45 s             |
| 5   | Nathan O'Neill        | Australie  | Health Net-Maxxis |    | 1 min 08 s       |
| DSQ | Levi Leipheimer       | États-Unis | Gerolsteiner      |    | 1 min 10 s       |
| 7   | Cadel Evans           | Australie  | Davitamon-Lotto   |    | 1 min 29 s       |
| DSQ | Thomas Danielson      | États-Unis | Discovery Channel |    | 1 min 49 s       |
| 9   | Christian Vande Velde | États-Unis | CSC               |    | 1 min 55 s       |
| 10  | Jason McCartney       | États-Unis | Discovery Channel |    | 1 min 58 s       |

### 6eétape
|    | Coureur          | Pays       | Équipe               |    | Temps           |
| -- | ---------------- | ---------- | -------------------- | -- | --------------- |
| 1  | Olaf Pollack     | Allemagne  | T-Mobile             | en | 3 h 26 min 39 s |
| 2  | Riccardo Riccò   | Italie     | Saunier Duval-Prodir | +  | m.t             |
| 3  | Fred Rodriguez   | États-Unis | Davitamon-Lotto      |    | m.t             |
| 4  | Gordon Fraser    | Canada     | Health Net-Maxxis    |    | m.t             |
| 5  | Fabian Wegmann   | Allemagne  | Gerolsteiner         |    | m.t             |
| 6  | David Kopp       | Allemagne  | Gerolsteiner         |    | m.t             |
| 7  | René Haselbacher | Autriche   | Gerolsteiner         |    | m.t             |
| 8  | André Greipel    | Allemagne  | T-Mobile             |    | m.t             |
| 9  | Stuart O'Grady   | Australie  | CSC                  |    | m.t             |
| 10 | Alexandre Moos   | Suisse     | Phonak               |    | m.t             |

|     | Coureur               | Pays       | Équipe            |    | Temps            |
| --- | --------------------- | ---------- | ----------------- | -- | ---------------- |
| 1   | Floyd Landis          | États-Unis | Phonak            | en | 19 h 56 min 16 s |
| DSQ | David Zabriskie       | États-Unis | CSC               | +  | 29 s             |
| 3   | Bobby Julich          | États-Unis | CSC               |    | 34 s             |
| DSQ | George Hincapie       | États-Unis | Discovery Channel |    | 45 s             |
| 5   | Nathan O'Neill        | Australie  | Health Net-Maxxis |    | 1 min 08 s       |
| DSQ | Levi Leipheimer       | États-Unis | Gerolsteiner      |    | 1 min 10 s       |
| 7   | Cadel Evans           | Australie  | Davitamon-Lotto   |    | 1 min 29 s       |
| DSQ | Thomas Danielson      | États-Unis | Discovery Channel |    | 1 min 49 s       |
| 9   | Christian Vande Velde | États-Unis | CSC               |    | 1 min 55 s       |
| 10  | Jason McCartney       | États-Unis | Discovery Channel |    | 1 min 58 s       |

### 7eétape
|    | Coureur           | Pays        | Équipe               |    | Temps           |
| -- | ----------------- | ----------- | -------------------- | -- | --------------- |
| 1  | Olaf Pollack      | Allemagne   | T-Mobile             | en | 2 h 50 min 27 s |
| 2  | Juan José Haedo   | Argentine   | Toyota-United        | +  | m.t             |
| 3  | André Greipel     | Allemagne   | T-Mobile             |    | m.t             |
| 4  | René Haselbacher  | Autriche    | Gerolsteiner         |    | m.t             |
| 5  | Alex Candelario   | États-Unis  | Jelly Belly          |    | m.t             |
| 6  | Gordon Fraser     | Canada      | Health Net-Maxxis    |    | m.t             |
| 7  | Vladimir Gusev    | Russie      | Discovery Channel    |    | m.t             |
| 8  | Fred Rodriguez    | États-Unis  | Davitamon-Lotto      |    | m.t             |
| 9  | Sergueï Lagoutine | Ouzbékistan | Navigators Insurance |    | m.t             |
| 10 | Stuart O'Grady    | Australie   | CSC                  |    | m.t             |

|     | Coureur               | Pays       | Équipe            |    | Temps            |
| --- | --------------------- | ---------- | ----------------- | -- | ---------------- |
| 1   | Floyd Landis          | États-Unis | Phonak            | en | 22 h 46 min 46 s |
| DSQ | David Zabriskie       | États-Unis | CSC               | +  | 29 s             |
| 3   | Bobby Julich          | États-Unis | CSC               |    | 34 s             |
| DSQ | George Hincapie       | États-Unis | Discovery Channel |    | 45 s             |
| 5   | Nathan O'Neill        | Australie  | Health Net-Maxxis |    | 1 min 08 s       |
| DSQ | Levi Leipheimer       | États-Unis | Gerolsteiner      |    | 1 min 10 s       |
| 7   | Cadel Evans           | Australie  | Davitamon-Lotto   |    | 1 min 29 s       |
| DSQ | Thomas Danielson      | États-Unis | Discovery Channel |    | 1 min 49 s       |
| 9   | Christian Vande Velde | États-Unis | CSC               |    | 1 min 55 s       |
| 10  | Jason McCartney       | États-Unis | Discovery Channel |    | 1 min 58 s       |

### Classement général
|     | Cycliste              | Pays       | Équipe            |    | Temps            |
| --- | --------------------- | ---------- | ----------------- | -- | ---------------- |
| 1   | Floyd Landis          | États-Unis | Phonak            | en | 22 h 46 min 46 s |
| DSQ | David Zabriskie       | États-Unis | CSC               | +  | 29 s             |
| 3   | Bobby Julich          | États-Unis | CSC               |    | 34 s             |
| DSQ | George Hincapie       | États-Unis | Discovery Channel |    | 45 s             |
| 5   | Nathan O'Neill        | Australie  | Health Net-Maxxis |    | 1 min 08 s       |
| DSQ | Levi Leipheimer       | États-Unis | Gerolsteiner      |    | 1 min 10 s       |
| 7   | Cadel Evans           | Australie  | Davitamon-Lotto   |    | 1 min 29 s       |
| DSQ | Thomas Danielson      | États-Unis | Discovery Channel |    | 1 min 49 s       |
| 9   | Christian Vande Velde | États-Unis | CSC               |    | 1 min 55 s       |
| 10  | Jason McCartney       | États-Unis | Discovery Channel |    | 1 min 58 s       |

### Classements annexes
|   | Cycliste        | Pays       | Équipe            | Points |
| - | --------------- | ---------- | ----------------- | ------ |
| 1 | Olaf Pollack    | Allemagne  | T-Mobile          | 47     |
| 2 | Juan José Haedo | Argentine  | Toyota-United     | 42     |
| 3 | George Hincapie | États-Unis | Discovery Channel | 40     |

|     | Cycliste       | Pays     | Équipe               | Points |
| --- | -------------- | -------- | -------------------- | ------ |
| DSQ | Non attribué   |          |                      |        |
| 2   | Bernhard Kohl  | Autriche | T-Mobile             | 22     |
| 3   | Riccardo Riccò | Italie   | Saunier Duval-Prodir | 17     |

|   | Cycliste        | Pays       | Équipe    |    | Temps            |
| - | --------------- | ---------- | --------- | -- | ---------------- |
| 1 | Thomas Peterson | États-Unis | TIAA-CREF | en | 22 h 56 min 21 s |
| 2 | Taylor Tolleson | États-Unis | TIAA-CREF | +  | 10 min 42 s      |
| 3 | Craig Lewis     | États-Unis | TIAA-CREF |    | 10 min 46 s      |

|   | Équipe            | Pays       |    | Temps            |
| - | ----------------- | ---------- | -- | ---------------- |
| 1 | CSC               | Danemark   | en | 68 h 22 min 28 s |
| 2 | Discovery Channel | États-Unis | +  | 1 min 40 s       |
| 3 | Davitamon-Lotto   | Belgique   |    | 3 min 58 s       |

## Évolution des classements
| Étape              | Vainqueur          | Classement général | Classement du meilleur sprinteur | Classement de la montagne | Classement du meilleur jeune | Classement par équipes | Combatif du jour |
| ------------------ | ------------------ | ------------------ | -------------------------------- | ------------------------- | ---------------------------- | ---------------------- | ---------------- |
| P                  | Levi Leipheimer    | Levi Leipheimer    | Levi Leipheimer                  | Bernhard Kohl             | Zachary Grabowski            | CSC                    | Non décerné      |
| 1                  | Juan José Haedo    | Levi Leipheimer    | Juan José Haedo                  | Bernhard Kohl             | Zachary Grabowski            | CSC                    | Jackson Stewart  |
| 2                  | George Hincapie    | George Hincapie    | George Hincapie                  | Bernhard Kohl             | Thomas Peterson              | CSC                    | Michael Creed    |
| 3                  | Floyd Landis       | Floyd Landis       | George Hincapie                  | Bernhard Kohl             | Thomas Peterson              | CSC                    | Non décerné      |
| 4                  | Juan José Haedo    | Floyd Landis       | Juan José Haedo                  | Bernhard Kohl             | Thomas Peterson              | CSC                    | Lars Ytting Bak  |
| 5                  | George Hincapie    | Floyd Landis       | George Hincapie                  | Levi Leipheimer           | Thomas Peterson              | CSC                    | Nick Reistad     |
| 6                  | Olaf Pollack       | Floyd Landis       | George Hincapie                  | Levi Leipheimer           | Thomas Peterson              | CSC                    | Sebastian Lang   |
| 7                  | Olaf Pollack       | Floyd Landis       | Olaf Pollack                     | Levi Leipheimer           | Thomas Peterson              | CSC                    | Glen Chadwick    |
| Classements finals | Classements finals | Olaf Pollack       | Juan José Haedo                  | Non attribué              | Thomas Peterson              | CSC                    | n/a              |